# Doriopsilla peculiaris
Doriopsilla peculiaris is een slakkensoort uit de familie van de Dendrodorididae. De wetenschappelijke naam van de soort is voor het eerst geldig gepubliceerd in 1877 door Abraham.